# Atarashii Watashi ni Nare! / Yattaruchan
Atarashii Watashi ni Nare! / Yattaruchan (新しい私になれ!/ヤッタルチャン Ser mi Nuevo Yo! / Yattaruchan?) es el 14° sencillo de S/mileage , así como su primer sencillo doble lado A. Fue lanzado el 3 de julio de 2013 en 5 ediciones: 4 ediciones limitadas y una edición regular.

## Yattaruchan Daisakusen
El 26 de mayo de 2013, en el evento del tercer aniversario, Tsunku anunció un nuevo proyecto, el Yattaruchan Daisakusen (ヤッタルチャン大作戦), después de ver al grupo esforzándose mucho para conseguir ser Yattaruchan. En este proyecto, se le asignó una misión a Nakanishi Kana de convertirse en "Super Yattaruchan" teniendo desde junio hasta agosto para completar la misión con Takeuchi Akari apoyando en el proceso. 
Los fans pudieron seguir a Nakanishi, a Takeuchi y a Tsunku en Twitter. También, si tuiteabas a Nakanishi o Takeuchi contando tus preocupaciones o problemas usando el hashstag #yattaruchan_naro, describiendo tu estado como "Dekinai-chan" (デキナイチャン), "Samishii-chan" (サミシイチャン) o "Rikaishinai-chan" (リカシナイチャン), una de ellas puede que te responda diciendo como ser Yattaruchan
El 2 de marzo de 2014, Takeuchi Akari y Nakanishi Kana twittearon que sus cuentas de Twitter se volverían inactivas y utilizarían más el blog. Algunos de los últimos tuits de Nakanishi Kana: "Maido! Aún necesito crecer así que creo que no podré convertirme en Yattaruchan todavía pero me alegro de haber aprendido muchas cosas y haber conocido mucha gente con la Operación Yattaruchan (*^_^*)", "Maido! Me siento muy triste y no estoy de acuerdo con la decisión(>_<), no olvidaré todo lo que ha pasado en Twiiter y estaré actualizando el blog así que leerlo por favor(*^_^*) Gracias(*^_^*)", y "Maido! Ojalá pueda twiitear otra vez, continuará..."

## Lista de canciones

### CD
1. Atarashii Watashi ni Nare!
2. Yattaruchan
3. Atarashii Watashi ni Nare! (Instrumental)
4. Yattaruchan (Instrumental)

### DVD

#### Edición Limitada A
1. Atarashii Watashi ni Nare! (Vídeo Musical)
2. Atarashii Watashi ni Nare! (Dance Shot Ver.)

#### Edición Limitada B
1. Yattaruchan (Vídeo Musical)
2. Yattaruchan (Dance Shot Ver.)

#### Edición Limitada C
1. Atarashii Watashi ni Nare! (Close-up Ver.)
2. Yattaruchan (Close-up Ver.)
3. Making Eizou (メイキング映像)

### Event V "Atarashii Watashi ni Nare!"
1. Atarashi Watashi ni Nare! (Wada Ayaka Solo Ver.)
2. Atarashi Watashi ni Nare! (Fukuda Kanon Solo Ver.)
3. Atarashi Watashi ni Nare! (Nakanishi Kana Solo Ver.)
4. Atarashi Watashi ni Nare! (Takeuchi Akari Solo Ver.)
5. Atarashi Watashi ni Nare! (Katsuta Rina Solo Ver.)
6. Atarashi Watashi ni Nare! (Tamura Meimi Solo Ver.)

### Event V "Yattaruchan"
1. Yattaruchan (Wada Ayaka Solo Ver.)
2. Yattaruchan (Fukuda Kanon Solo Ver.)
3. Yattaruchan (Nakanishi Kana Solo Ver.)
4. Yattaruchan (Takeuchi Akari Solo Ver.)
5. Yattaruchan (Katsuta Rina Solo Ver.)
6. Yattaruchan (Tamura Meimi Solo Ver.)

## Miembros presentes
- 1ª Generación: Ayaka Wada, Kanon Fukuda
- 2ª Generación: Kana Nakanishi, Akari Takeuchi, Rina Katsuta, Meimi Tamura

## Posiciones en Oricon
| Lun | Mar | Mié | Jue | Vie | Sáb | Dom     | Puesto Semanal | Ventas |
| --- | --- | --- | --- | --- | --- | ------- | -------------- | ------ |
| -   | 4   | 4   | 5   | 4   | 4   | 3 1,982 | 4              | 26,573 |
| 13  | -   | -   | -   | -   | -   | -       | 61             | 1,074  |
| -   | -   | -   | -   | -   | -   | -       | 167            | 288    |

Total de las Ventas Obtenidas: 27,935